# Pan Nam
 (novembre 2009).
Si vous disposez d'ouvrages ou d'articles de référence ou si vous connaissez des sites web de qualité traitant du thème abordé ici, merci de compléter l'article en donnant les références utiles à sa vérifiabilité et en les liant à la section « Notes et références ».
Pan Nam ou Peng Nan (彭南, pinyin : Péng Nán), né en 1911 et mort en 1995, est un expert chinois renommé de wing chun (art martial chinois).